# Anna Filippova
Anna Jevgenjevna Filippova (ryska: Анна Евгеньевна Филиппова), ogift Kurepta (Курепта), född 3 november 1982, är en rysk tidigare handbollsspelare.

## Klubbkarriär
Anna Filippova spelade handboll professionellt mellan 1998 och 2008. Hennes första klubb var Kuban Krasnodar där hon spelade till 2006. Hon spelade sedan sina sista två år i Zvezda Zvenigorod där hon vann sitt först ryska mästerskap 2007 och sedan året 2008 efter var med och vann Champions League med Zvezda.

## Landslagskarriär
Anna Filippova spelade först i det ryska ungdomslandslaget mellan 1997 och 2001. Filippovas främsta merit blev guld i U20-VM då hon blev skytteligavinnare och också blev uttagen i turneringens all star team. Hon vann också första världsungdomsspelen 1998 i Moskva. Hon spelade sedan för A-landslaget och var med i VM 2005 då ryskorna vann guldet på hemmaplan.

## Privatliv
2004 utexaminerades hon från Kuban Statsuniversitet för fysisk kultur. Hon är gift med den tidigare ryska landslagshandbollsspelaren Vasilij Filippov. Hon har tre barn.